# ゴムとび

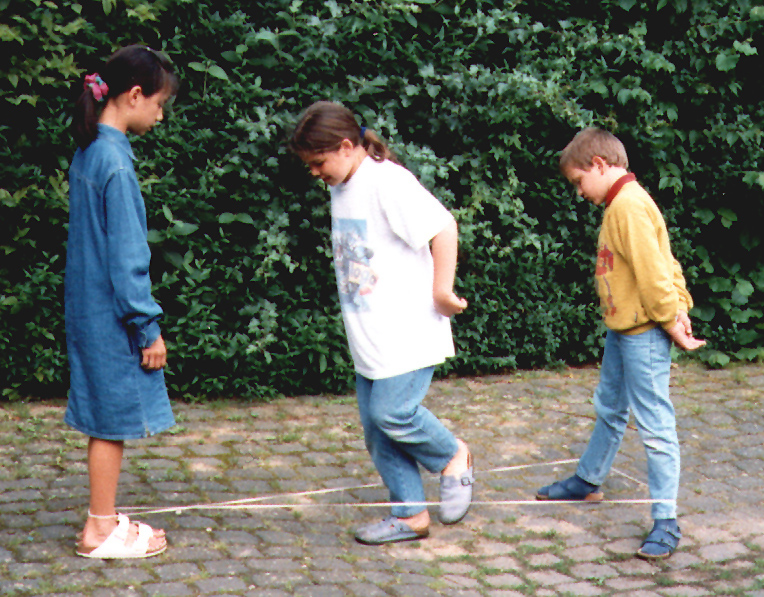

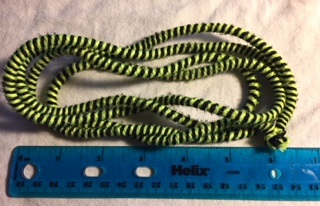

ゴムとび（ゴム跳び）は、二人の人の体や電柱にゴムひもを渡し、跳ぶ人が歌に合わせて、ゴムを足や体に引っ掛けたり捻ったりする、子供の遊び。主に女の子が遊ぶことが多い。
地域によっては、ゴム段（ごむだん）とも呼ばれる。

## 解説
遊戯参加者が「アルプス一万尺」「さくまのキャンロップ」といったテーマ曲に合わせて、足だけでゴムを引っ掛けたり、離したり、ねじったりして演技を行う。ミスなく演技をクリアすると、ゴム段の高さを足首、ひざ、腰と高くしたり、ゴム幅を狭くしたりして難易度を上げていく。途中演技に失敗すると演技者が交代する。
女子児童を中心に広く楽しまれているが、小学校高学年の男子児童までスポーティーにアレンジすることで幅広く楽しまれている。
足を前に高く上げてゴムを引っ掛けて跳ぶ｢男跳び」、奥のゴムを手前に交差させてから跳ぶ｢名古屋跳び」などの様々な＜ワザ＞があるが､地域により名称が異なる模様。